# Брауншвейг-гассе (станція метро)
48°11′22″ пн. ш. 16°17′45″ сх. д. / 48.1894° пн. ш. 16.2958° сх. д.
«Брауншвейг-гассе» (нім. Braunschweiggasse, в перекладі — Брауншвейзька вулиця) — станція Віденського метрополітену, розміщена на лінії U4 між станціями «Унтер-Занкт-Файт» і «Гітцинг».
Названа за вулицею, яка названа на честь Вільгельма VIII, герцога Брауншвейзького.